# スリーフットライン

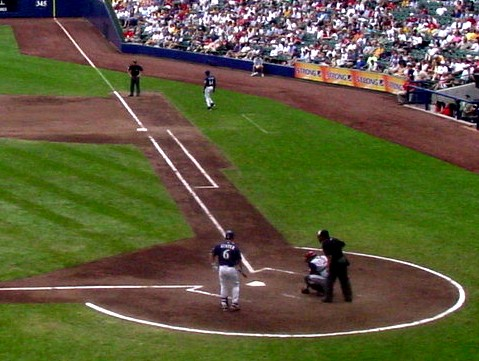
一塁線と平行にファウルグラウンド上に引かれた線がスリーフットラインである

スリーフットライン (英: three foot line) とは、野球場に引かれている区画線の1つで、一塁線と平行に引かれた線である。この項では併せて走者に関する規則、スリーフィートオーバーについても述べる。

## 定義
スリーフットラインは、本塁・一塁間（90フィート、約27.4メートル）の中点にあたる、本塁から45フィート（約13.7 m）の地点から一塁方向へ、ファウルラインと平行に、ファウルグラウンドに描かれている線である。その長さは48フィート（約14.6 m）であり、一塁から3フィート（約91.4 センチメートル）だけ外野側に延びている。ファウルラインとの距離は3フィートである。公認野球規則ではスリーフットラインの両端とファウルラインの間をつないでいる。
スリーフットラインとファウルラインとで囲まれた区域をスリーフットレーンといい、ここで、スリーフットライン及びファウルラインはスリーフットレーンの一部とみなされる。足長3つ分の幅であることにちなむ。

### ラインの描き方の変遷
公認野球規則ではスリーフットレーンをラインで囲っているが、現在ではファウル判定のためにファウルラインとの間にわずかに間を開けるようになっている。日本プロ野球では2000年ごろには規則通りに描かれていたが、塁審が消していたこともあったという。そして後には平行線のみを描く球場が増えていった（例えば西武ドームでは2008年の人工芝張り替え時に平行線のみとなった）。

## 概要
一塁に対して守備が行われているときに、打者走者がスリーフットレーンの外（ファウルラインよりもフェアグラウンド側またはスリーフットラインよりもファウルグラウンド側）を走って、一塁への送球を捕えようとする野手の動作を妨げたと審判員が認めた場合、打者走者は守備妨害が宣告されてアウトになる。ただし、打球を処理しようとしている野手を避けるためにスリーフットレーンの外を走ることは差し支えない。また、スリーフットレーンを示すラインはそのレーンの一部であり、打者走者は両足をスリーフットレーンの中かライン上に置かなければならない。
逆に守備妨害が発生しない状況ならば走者がレーン外を走っても全く構わない。長打の場合などはレーンの手前から大きくファウル側へ膨らむことがセオリーとなる。また打者走者が一塁へ駆け抜ける際、一塁への送球を捕えようとする野手と接触する範囲手前まではフェアゾーンを走っていてもほとんどアウトにはならない。例外は本塁方向から送球がある場合で、送球にレーン外で当たるなどして守備妨害となるケースがしばしば見られる。例として2014年の日本シリーズのラストプレーがある。

## 走者の走路
本塁・一塁間以外の塁間には、特に走者の走路を示すラインは設けられていないが、塁と塁を結んだ線分（塁線）を基準に左右両側に3フィートずつ、合計6フィート分が通常走者の走路とされる。ランダウンプレイ（挟殺プレイ）などで野手からの触球を避ける際に、野手の触球を避けようとして走路を外れた場合、走者は触球されずとも審判員にアウトを宣告される（スリーフィートオーバー）。なお、走者が走路を外れたかどうかは審判員の判断によるものであって、野手からのアピールがあってアウトを宣告されるものではない。ただし、野手からの触球を避ける以外の場合、たとえば通常の走塁をしているときや、打球を処理しようとしている野手を避けるために走路から外れて走塁することは差し支えない。
走者が本来の走路の外に出ていたときにタッグプレイが行われた場合は、触球を避けようとしたそのときに走者がいた地点と走者が進もうとする塁とを結ぶ線分を基準として、左右両側に3フィートずつが走路として定められ、触球を避けようとしてこの走路を外れたと審判員が判断した場合は、この走者にアウトが宣告される。また、公認野球規則には明記されていないが、平林岳は、「各塁と本塁ベース周辺では、ラインアウトのルールは適用にならないのです。…（中略）…各塁や本塁ベースは、走者にとっての目的地なので、この周辺では、3フィート以上避けることが許されているのです。」と述べている。即ち、スリーフィートオーバーは走路で適用・宣告されるものであり、塁上は走路に当たらないとの解釈がとられていて、塁上及びその周辺では、走者が触球を避けようとして3フィート以上逃げたとしても、そのことによってアウトは宣告されないという規則運用がされているということである。ただし、塁周辺と呼べる地帯を著しく外れたときは、スリーフィートオーバーの規則適用により、または走塁放棄と見做されて審判員がアウトを宣告する場合がある。また塁上で適用することになれば、必然的に選手同士のクロスプレーが増えることになる為、選手を怪我から守る目的もある。
なお公認野球規則では内野のグラスライン（芝と土の境界線）の基準が示されている。このラインは本・一塁間と本・三塁間の両側、一・二塁間、二・三塁間の片側（マウンド側）で塁線から3フィートのラインとなるようになっており、一部の球場ではグラスラインを基にスリーフィートオーバーを判断できるようになっている。ただしこの基準は強制されるものではない。

### タッグ行為
規則では「走者が触球を避けようとした場合」でスリーフィートオーバーが適用されることになっているが、日本のプロアマ合同の規則委員会ではタッグ行為（ボールを持った手かグラブを走者に向ける）が必要であるとしている。すなわちボールを持った野手が走路に入っただけでは適用されないことになる。

#### 2017年8月13日、ロッテ対西武
9回表西武の攻撃、1死2、3塁から打者・水口大地がスクイズを空振り、飛び出した3塁走者の外崎修汰は挟まれる形となったが、ファウルライン上をボールを持って猛然と突っ込んでくる捕手・田村龍弘を見てファウルライン内側に身をかわした。それに対し田村はボールを持っていない右手を差し出した。外崎はスリーフィートオーバーかと思われたがそのまま本塁へ走り生還が認められた（記録は盗塁）。ロッテ側は抗議に出たが説明を受け引き下がっている。球審のジェスチャーは外崎が本塁を踏むより早く、田村が走者を素手でつかもうとした走塁妨害と判定されたと考えられる。

#### 2018年6月29日、ヤクルト対阪神
7回裏ヤクルトの攻撃、1死2塁から打者・荒木貴裕はショートゴロを打ち遊撃手・北條史也がこれを捕球、3塁へ向かった2塁走者の藤井亮太が眼前を横切ろうとした。これにタッグしようと北條は前進したが藤井は走路の3フィート以上内側に入ってこれをかわし、北條はバランスを崩して倒れ込んだ。3塁塁審の飯塚富司はタッグ行為が無かった（北條はボールを持った左手を伸ばす前に転倒した）としてセーフ判定を出した（記録は野手選択）。阪神側は抗議に出て一旦は引き下がったが、試合終了後にタッグプレーが無ければ記録は安打になるはず、として意見書を出した。NPBは後日行われたリプレー検証の結果、タッグ行為があったとして誤審を認めた。ただし野手選択の記録は訂正されていない。これは飯塚の判定でもタッグしようと北條が動いたとみなされるからである（タッグ行為が無くても野手選択はつく）。なお一部解説では「タッチの意思」が関係するとし、北條が走者に向かった時点でスリーフィートオーバーを適用する、とされているがこれは誤りである。